# Планиново
Плани́ново (болг. Планиново) — село в Хасковській області Болгарії. Входить до складу общини Тополовград.

## Населення
За даними перепису населення 2011 року у селі проживали 38 осіб.
Національний склад населення села:
| Національність   | Кількість осіб | Відсоток |
| ---------------- | -------------- | -------- |
| болгари          | 31             | 81,6%    |
| цигани           | 6              | 15,8%    |
| турки            | 0              | 0%       |
| Всього відповіли | 38             |          |

Розподіл населення за віком у 2011 році:
Динаміка населення: